# فرودگاه بین‌المللی حدیده
فرودگاه بین‌المللی حدیده (به انگلیسی: Hodeida International Airport) یک فرودگاه همگانی و نظامی با کد یاتا HOD است . این فرودگاه در شهر حدیده کشور یمن قرار دارد و در ارتفاع ۱۲ متری از سطح دریا واقع شده‌است.

## شرکت‌های هواپیمایی و مقصدهای پروازی
All flights are currently suspended.
| شرکت‌های هواپیمایی | مقصدهای پروازی |
| ----------------- | -------------- |
| فلیکس ایرویز      | صنعا، تعز      |
| یمنیه             | قاهره، صنعا    |